# Matthias du Vinage
Matthias du Vinage (Geburtsname: Matthias Wisch; * 12. Juni 1918 in Bremen; † 5. Oktober 1987 in Hamburg) war ein deutscher Fotojournalist.

## Leben und Wirken
Der in Bremen als Sohn des Bankdirektors Claus Hinrich Wisch und seiner Ehefrau Anna Marie Rogge Geborene absolvierte nach Wehrdienst und mehrjähriger Kriegsgefangenschaft von 1947 bis 1953 ein naturwissenschaftliches Studium an der Universität Hamburg. In dieser Zeit lernte er die Fotografin Gabriele du Vinage kennen, bei der er als Schüler und Assistent seine bis dahin nur autodidaktisch erworbenen Kenntnisse im Bereich der Fotografie professionalisierte. 1952 heirateten beide, und der zukünftige gemeinsame Künstlername wurde „du Vinage“, der für Matthias du Vinage auf schriftliche Empfehlung des Kulturamts der Hansestadt auch durch das Einwohneramt in die amtlichen Ausweise aufgenommen wurde. Ein gemeinsamer Copyrightstempel „foto: du Vinage“, der erst in der Unterzeile bei der Adresse die Vornamen „Gabriele und Matthias du Vinage“ gemeinsam aufführt, macht es heute für Außenstehende in Einzelfällen sogar schwierig, die Urheberschaft zu unterscheiden, zumal es (namentlich im Bereich der Hamburger Theaterfotografie) sogar von beiden gemeinsam besuchte und fotografierte Ereignisse gegeben hat.
Matthias du Vinage machte sich in Hamburg als Fotojournalist sehr schnell einen Namen. Jahrzehntelang war er täglich in der Stadt unterwegs und fotografierte besondere Ereignisse und Persönlichkeiten. Der Umfang seiner Tätigkeit wird durch den Umfang seines Archivs belegt, das allein im Bereich der Kleinbildnegative und -kontaktbögen mehr als 350 übervolle Aktenordner umfasst. Der Schwerpunkt seiner Arbeit lag auf der Kultur: Oper, Schauspiel, Ballett und Tanz, Bildende Kunst, Musik, Kabarett, Literatur, Film etc. Einige Beispiele aus der Fülle der Namen sind: Marlene Dietrich, Zarah Leander, Trude Herr, Otto Waalkes, Alfred Hitchcock, Louis Armstrong, Duke Ellington, Count Basie, Ray Charles, Otto Dix, Henry Moore, Oskar Kokoschka, David Hockney, Horst Janssen, The Beatles, Jimi Hendrix, Mick Jagger, Frank Zappa, Twiggy, Josephine Baker, George Balanchine, Dore Hoyer, Henry Miller, Anaïs Nin, Günter Grass, Ingeborg Bachmann oder Ernst Rowohlt. Außerdem hat er auch unzählige nicht direkt zur Kultur gehörende Persönlichkeiten des öffentlichen Lebens und zahllose andere Ereignisse aus dem Hamburger Tagesgeschehen im Bild festgehalten, und fast immer sind Aufnahmen davon in den Tageszeitungen veröffentlicht worden. „Es gab kein Hamburger Ereignis, das er ausgelassen hätte“, heißt es in einem Nachruf.

## Bildjournalistische Besonderheiten
Matthias du Vinage galt als „Hamburger Institution“ und als „Hamburgs bekanntester Theater-Fotograf“. Von Journalisten-Kollegen und in den Theatern der Stadt wurde er „du Vi“ (sprich: Düwi) genannt. Er bevorzugte besondere Aufnahmesituationen, in denen eine Persönlichkeit oder ein Ereignis in einer sich von den üblichen Pressetermin-Fotos unterscheidenden Weise abgebildet werden konnten. Auf Maria Callas wartete er versteckt in einem Schrank, Herbert von Karajan fotografierte er heimlich aus den Kulissen heraus, B. Traven Torsvan versuchte erschreckt und vergeblich, sein Gesicht mit der Hand zu verdecken. Eine seiner persönlichen Lieblingsaufnahmen zeigt den Pianisten Arthur Rubinstein, als dieser 1966 seinen Steinway-Flügel küsst.
Matthias du Vinage erschien oft absichtlich erst nach dem Ende des Pressetermins oder war als erster vor Ort. „Du Vinage reizte das Unmögliche am meisten. Das Mögliche hat er gern andern überlassen.“ Auch folgende Story ist mit Fotos in der Zeitung erschienen: Sein Ruf, ein besonderes Gespür für den richtigen Ort und Augenblick zu haben, bestätigte sich mal wieder, als er zufällig ein vor seinen Augen vom Abschleppkran angehobenes, falsch geparktes Auto fotografieren konnte: Als sich das Auto drehte, las er im Sucher der Kamera das Nummernschild und erkannte nun: es war sein eigener Wagen.

## Würdigungen
Matthias du Vinage wurde mehrfach fachlich ausgezeichnet, z. B. in den 1960er Jahren für seine bei der jährlichen World Press Photo (annual contest for the best press pictures of the world) in Den Haag eingereichten Aufnahmen. Sein früher und überraschender Tod durch Herzinfarkt verhinderte die Fertigstellung des ersten einer auf fünf thematische Bände angelegten Fotobuchreihe über ihn mit begleitenden, von einem Textautor in Interviews mit dem Fotografen erfragten Informationen. Eine umfassende posthume Würdigung seines Werkes steht bis heute aus. Ein Teilnachlass mit seinen ballettbezüglichen Aufnahmen befindet sich beim Deutschen Tanzarchiv Köln.